# Rothneyia sinica
Rothneyia sinica là một loài tò vò trong họ Ichneumonidae.